# Vladimir Barjansky
 (février 2024).
Si vous disposez d'ouvrages ou d'articles de référence ou si vous connaissez des sites web de qualité traitant du thème abordé ici, merci de compléter l'article en donnant les références utiles à sa vérifiabilité et en les liant à la section « Notes et références ».
Pour les articles homonymes, voir Barjansky.
Vladimir Barjansky, né le 13 décembre 1892 à Odessa et mort le 4 mars 1968 à Ōta, Tokyo, Japon, est un peintre et illustrateur d'origine russe spécialisé en costume et décor de ballet, théâtre et cinéma.

## Biographie

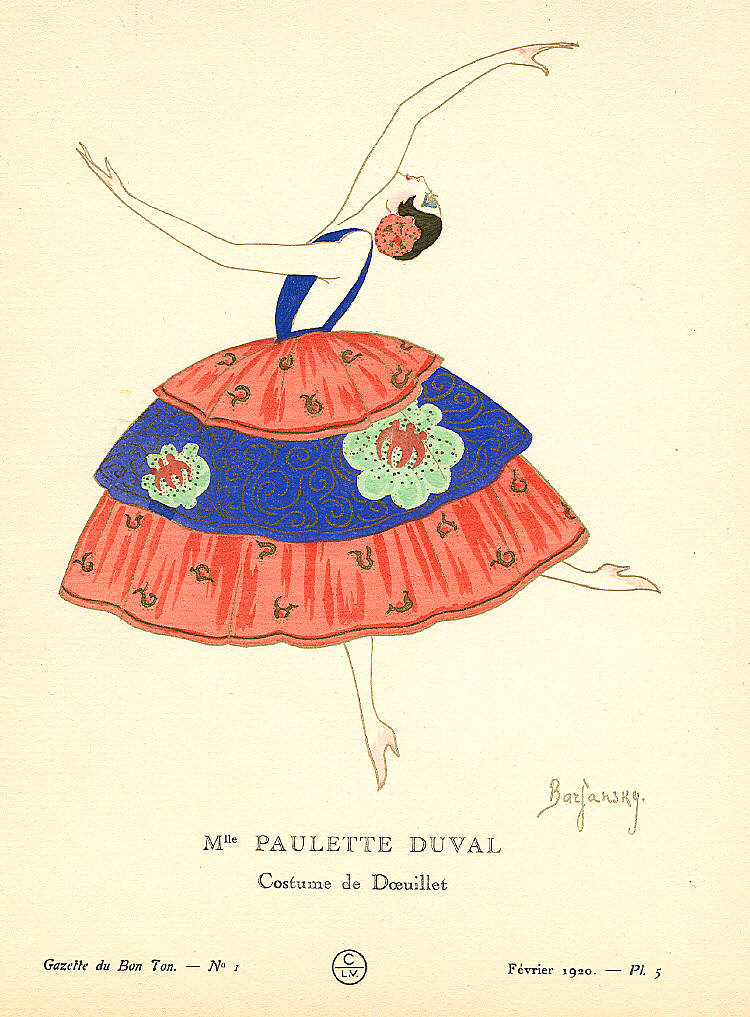
La ballerine Paulette Duval par Barjansky dans un costume de Georges Dœuillet (Gazette du Bon Ton, février 1920).

Fils de Fania et Iossip Samouil Barjansky, originaires de la communauté juive d'Odessa, Vladimir Barjansky arrive à Paris en 1919 peu après la débâcle de l'armée Wrangel. Selon Cyril Eder, il habite un temps au 30 quai de Passy avec la comtesse Tchernycheff, dite Mara.
Durant les années 1920-1930, il réalise de nombreuses illustrations pour des spectacles (Théâtre du Châtelet, Opéra comique, Théâtre Michel, Théâtre des Capucines, Comédie Caumartin, etc.), mais aussi pour des couturiers.
En 1938, il fut inquiété par la police française, soupçonné à tort d'être un espion aux ordres du régime soviétique et forcé de s’exiler aux États-Unis où il travaille à Hollywood sur des films comme Destination Tokyo (1943).
Il était un ami intime de Philippe de Rothschild. Homosexuel et mondain, il fréquenta la haute société européenne jusqu'à la fin de sa vie, la partageant entre Paris, Bruxelles, Nice et New York. La reine Élisabeth de Belgique fit de lui un portrait en buste en 1959[réf. nécessaire]. En 1966, sa propriété américaine fut vendue aux enchères chez Christie's et ses archives dispersées en 1969 à Nice, peu de temps après sa mort.